# Barrio Remanso
Barrio Remanso ist eine Ortschaft in Uruguay.

## Geographie
Sie befindet sich im Westen des Departamento Canelones in dessen Sektor 1 südlich der Departamento-Hauptstadt Canelones. Knapp einen Kilometer nördlich liegt Juanicó, etwa zwei Kilometer Richtung Süden ist Parada Cabrera gelegen.

## Infrastruktur
Durch Barrio Remanso führt die Ruta 5.

## Einwohner
Die Einwohnerzahl von Barrio Remanso beträgt 178. (Stand: 2011)
| Jahr | Einwohner |
| ---- | --------- |
| 1985 | 99        |
| 1996 | 190       |
| 2004 | 183       |
| 2011 | 178       |

Quelle: Instituto Nacional de Estadística de Uruguay